# St. Stephan (Burgstall)

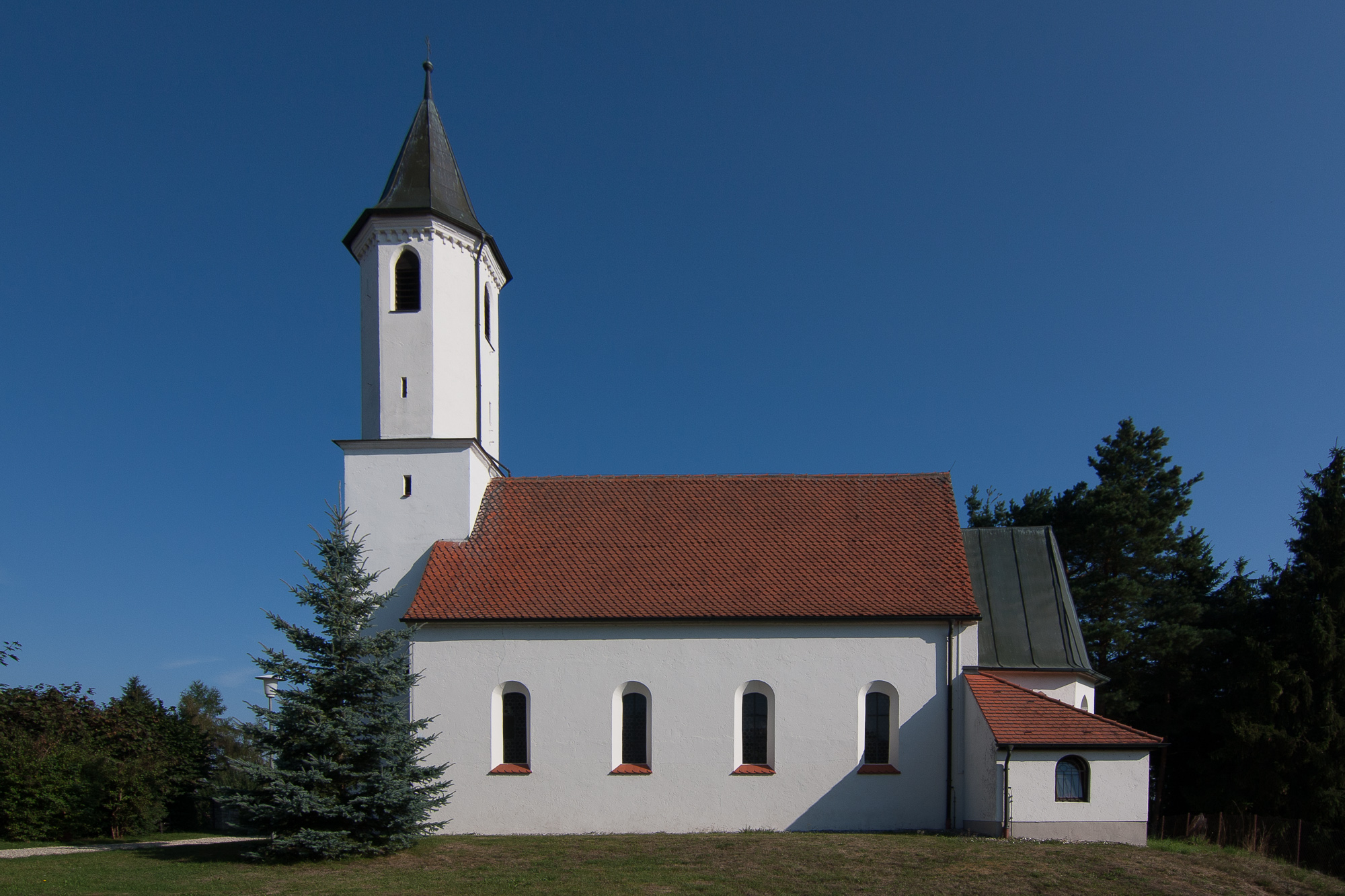
St. Stephan in Burgstall

Die römisch-katholische Filialkirche St. Stephan steht in Burgstall, einem Gemeindeteil des Marktes Wolnzach im oberbayerischen Landkreis Pfaffenhofen an der Ilm. Das Bauwerk ist als Baudenkmal unter der Nr. D-1-86-162-38 eingetragen. Sie gehört zur Pfarrei Wolnzach im Dekanat Geisenfeld-Pförring des Bistums Regensburg.

## Beschreibung
Die Saalkirche wurde um 1500 erbaut. Sie besteht aus einem Langhaus, einem teilweise älteren eingezogenen Chor mit Fünfachtelschluss im Osten, einer Sakristei an der Südwand des Chors und einem Kirchturm im Westen auf quadratischem Grundriss, der im 19. Jahrhundert mit einem achteckigen Geschoss aufgestockt wurde, das den Glockenstuhl beherbergt, und mit einem Zeltdach bedeckt wurde. 
Die vier Joche des Innenraums des Langhauses sind mit einem Stichkappengewölbe überspannt. Eine Wandmalerei im Chor aus der Mitte des 15. Jahrhunderts wurde 1965 freigelegt. Jakobus der Ältere und Stephanus sind als Skulpturen dargestellt, ferner Katharina von Alexandrien und Barbara von Nikomedien.